# Bolagsverket

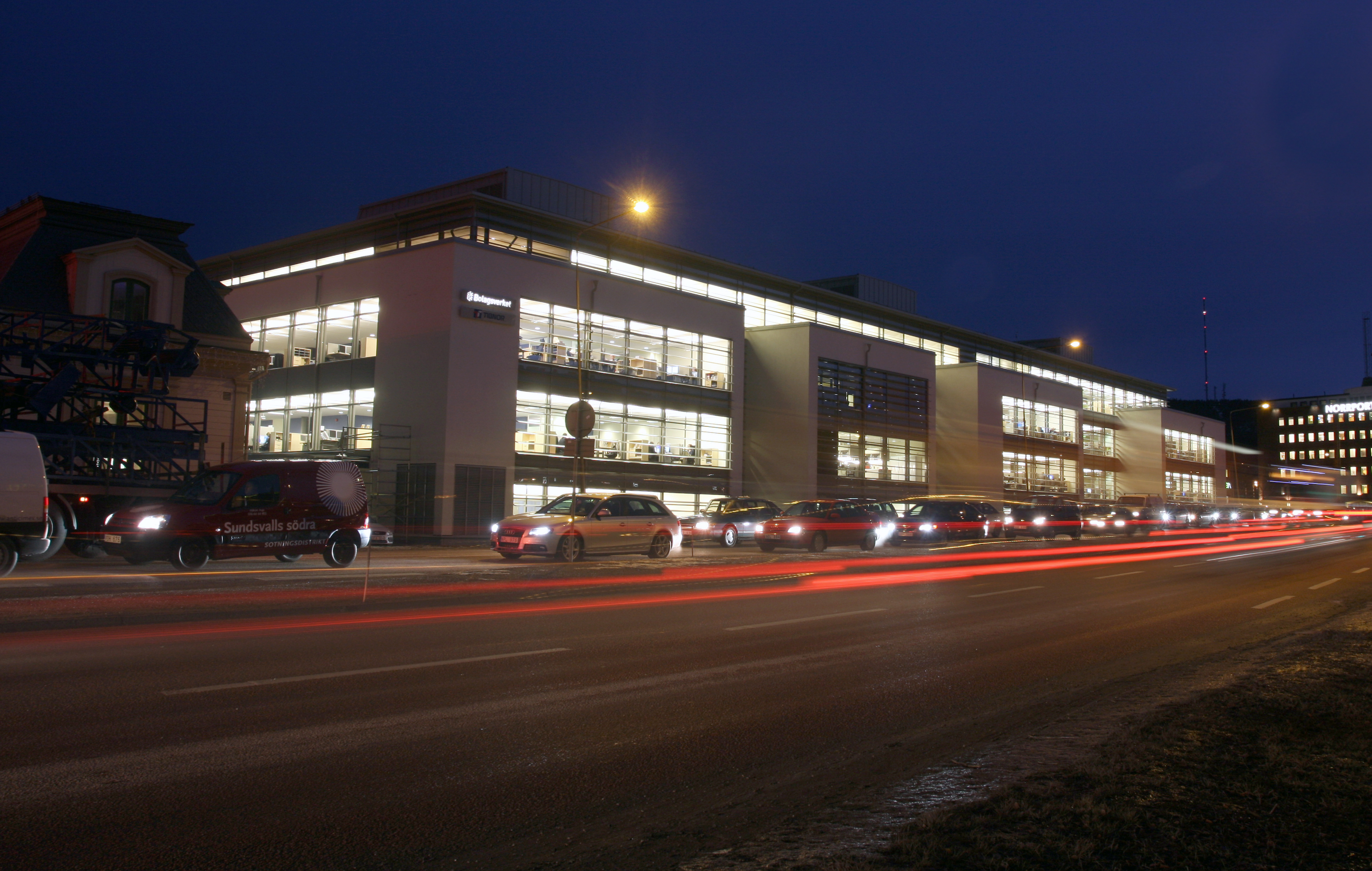
Bolagsverket in Sundsvall

Bolagsverket ist eine dem schwedischen Wirtschaftsministerium zugeordnete Behörde mit Sitz in Sundsvall.
Ihre Aufgabe ist die Führung des Handelsregisters, die Archivierung von Jahresberichten sowie die Erlassung von Gewerbeverboten.
Bolagsverket wurde 2004 gebildet, zurzeit sind etwa 500 Angestellte beschäftigt.